# Arkona

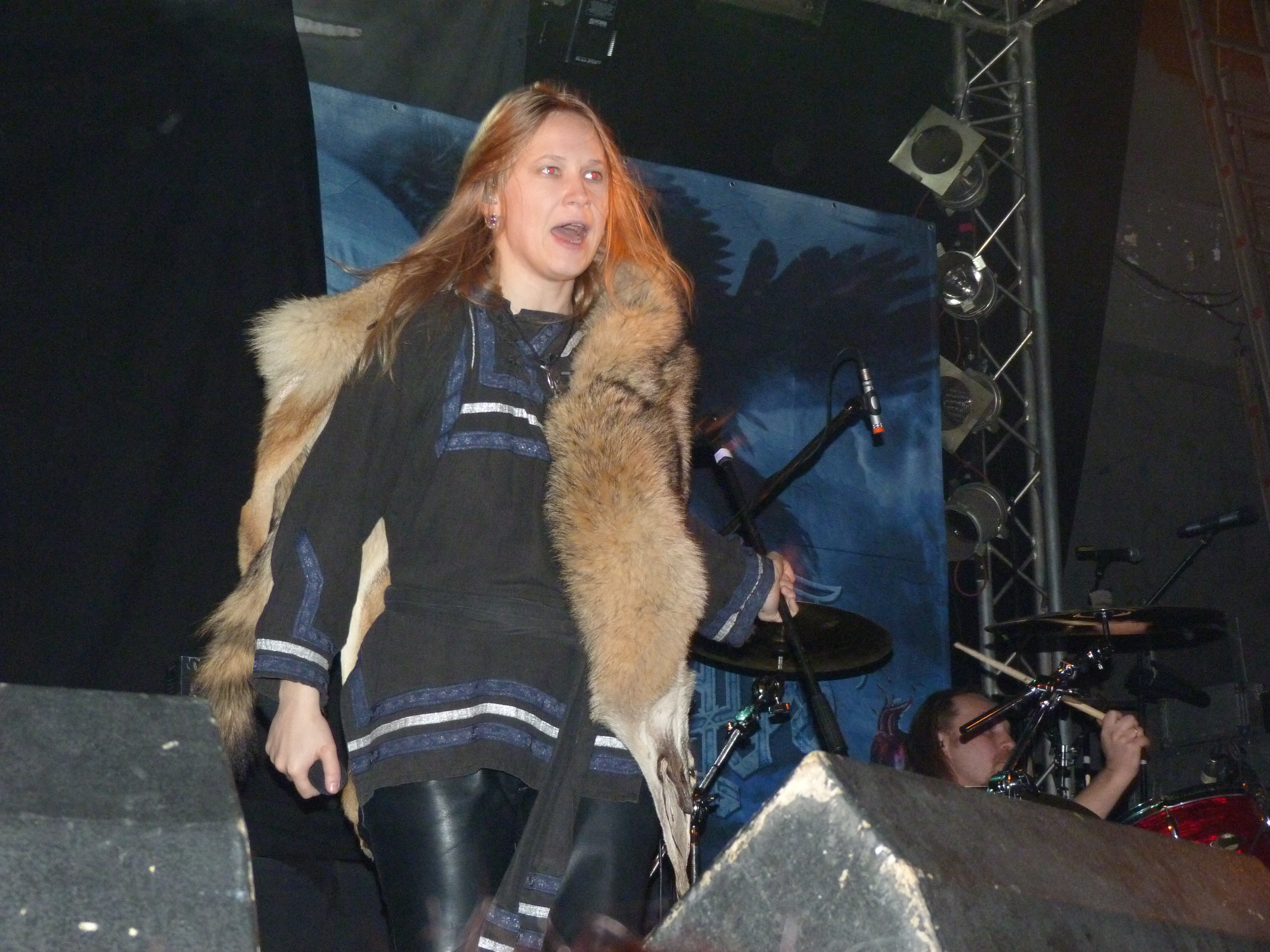
Masha Scream Arhipova - Club 202, 2014

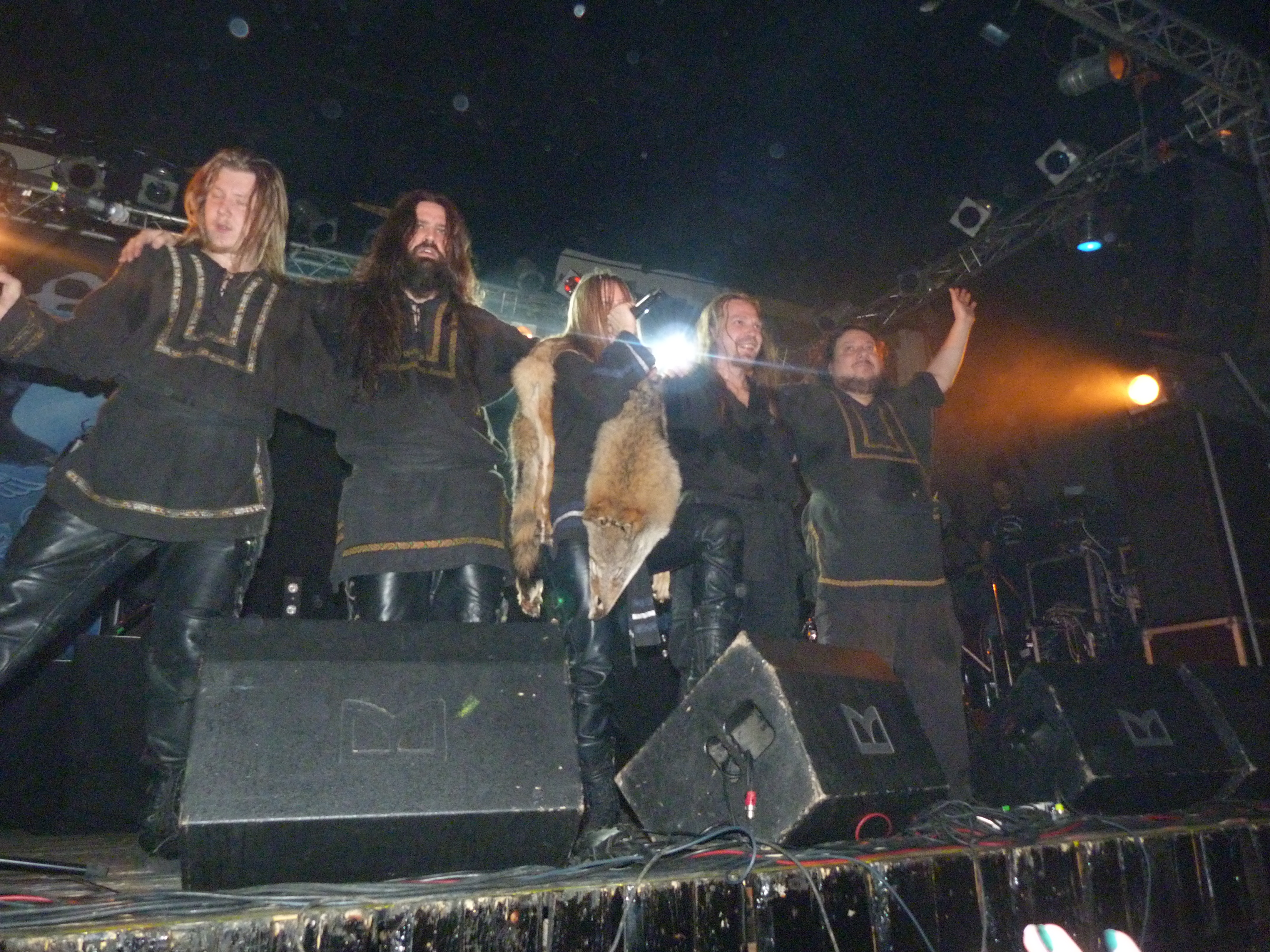
Arkona - Club 202, 2014

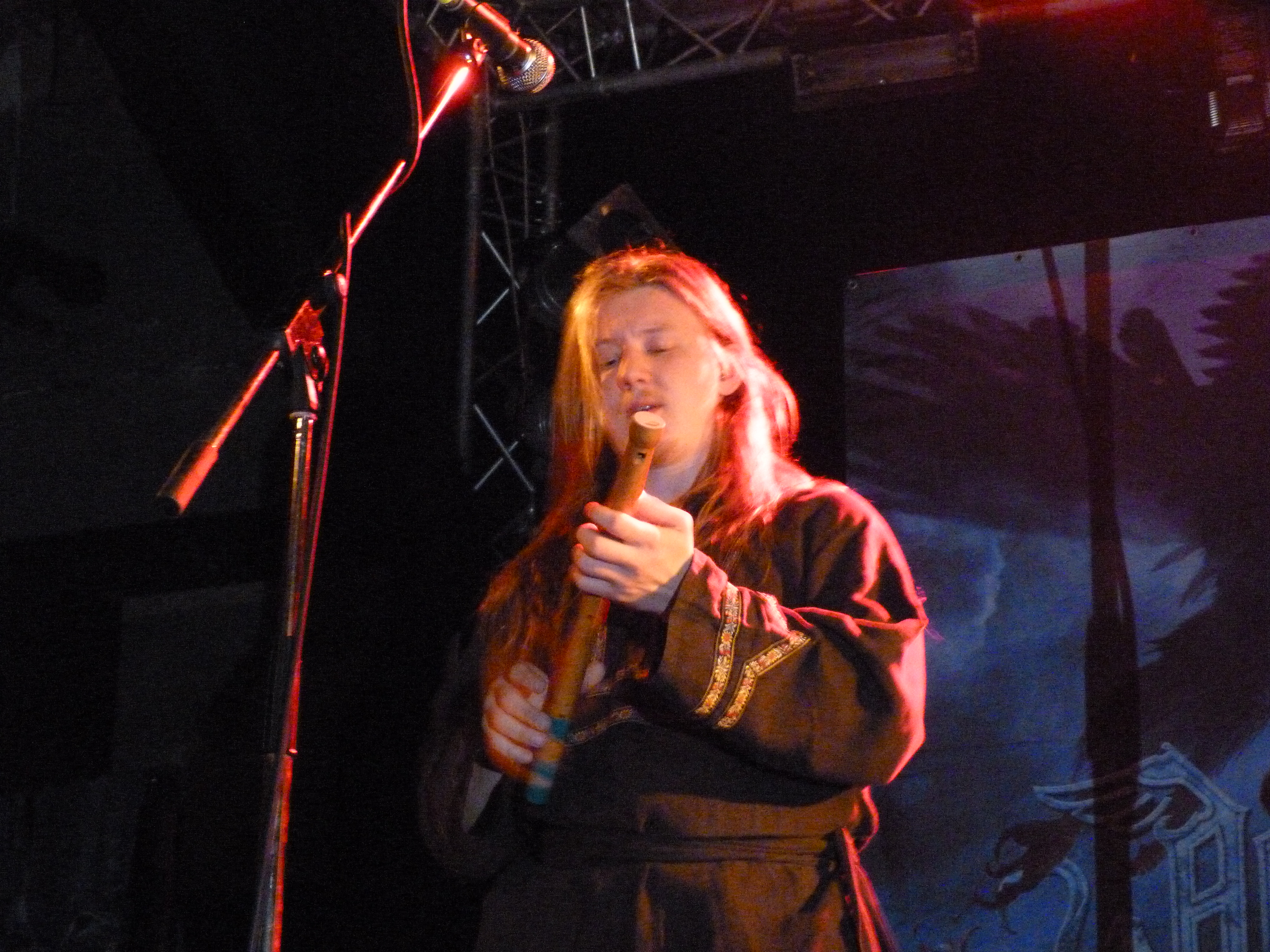
Arkona - Club 202, Budapest

Az Arkona (oroszul: Аркона) orosz folk-metal együttes, mely 2002-ben alakult. Szövegtémáikat az ősi szláv hitvilágból és népi történetekből merítik, melyeket saját dallammal és hangszereléssel adják elő, de emellett játszanak orosz népdalokat is. Zenéjükben megtalálható többféle hagyományos orosz hangszer is.
Jelenleg egy demóval, 6 albummal, 1 kislemezzel és három kiadott DVD-vel rendelkeznek.

## Történet
A zenekart Masha és Alexander "Warlock" Korolyov alapította 2002-ben Hyperborea néven. Nevüket azonban hamar megváltoztatták Arkonára. Még ebben az évben felvették demo-jukat, Rus címmel. A következő évben a zenekar elkezdett koncertezni, de pár fellépés után gyakorlatilag feloszlottak. Masha ekkor új tagok keresésébe kezdett, melynek eredményeként 2004-ben felvették első albumukat, a Vozrozhdeniye-t, mely nagy sikert aratott az alternatív körökben Oroszországban. A sikert még az évben követte a következő lemez kiadása, mely a Lepta címet viseli. 
Jellegzetes szövegi, és zenei témáik már ezen albumokon is tetten érhetők, bár ezeken még szintetizátort alkalmaztak a népi hangszerek helyett. A soron következő albumokon azonban már megjelenik az egyedi hangszerelésük, a szintetizátort kissé háttérbe szorítva. A 2005-ös albumuk már ennek fényében született, Vo Slavu Velikim! néven. Ezen albumuk népszerűsítő turnéján vették fel az első élő DVD-jüket, mely a soron következő évben meg is jelent. 2008-ban európai turnéra keltek az Ot Serdtsa k Nebu című lemezükkel, melyről két számhoz is készítettek videóklipet. 
2009-ben kiadták a nagysikerű Goi, Rode, Goi!-t mintegy 40 zenész hozzájárulásával. Ez az eddigi egyik legösszetettebb munkájuk, rajta az epikus, majdnem 15 perc hosszú Na Moey Zemle című dalukkal. Intenzív koncertkörútjaik keretein belül 2010-ben Magyarországon is felléptek Budapesten, és Pécsett is.
Hatodik lemezük 2011-ben jelent meg Slovo címmel, melyen folytatják eddigi zenei hagyományaikat.
A nevüket egy templomos városról vették. Arkona, ma Jaromarsburg, az utolsó szabad szláv város volt, mely ellenállt a dánok vallási hódításának egészen 1168-ig.

## Tagok
- Maria Ahripova - Masha "Scream" - ének
- Sergej "Lazar" - gitár
- Ruslan "Kniaz" - basszusgitár
- Vlad "Artist" - dob

## Diszkográfia

### Stúdióalbumok
- Vozrozhdeniye (Возрождение) (2004) -
- Lepta (Лепта) (2004)
- Vo Slavu Velikim! (Во Славу Великим!) (2005)
- Ot Serdtsa K Nebu (От Сердца к Небу) (2007)
- Goi, Rode, Goi! (Гой, Роде, Гой!) (2009)
- Stenka na Stenku (Стенка на Стенку) kislemez (2011)
- Slovo (Слово) (2011)
- Yav (Явь) (2014)

### Élő albumok / DVD-k
- Zhizn Vo Slavu (Жизнь Во Славу) (2006)
- Noch Velesova (Ночь Велесова) (2009)
- 10 Let Vo Slavu (10 лет во Славу) (2013)

### Demók
- Rus (Русь) (2002)

### Videók
- "Slavsya, Rus!" (Славься, Русь!, 2008, 2013)
- "Pokrovi Nebesnogo Startsa" (Покровы Небесного Старца, 2008)
- "Goi, Rode, Goi!" (Гой, Роде, Гой!, 2009)
- "Liki Bessmertnykh Bogov" (Лики Бессмертных Богов, 2010)
- "Yarilo" (Ярило, 2010)
- "Stenka Na Stenku" (Стенка на стенку, 2011)